# Diconne
Diconne ist eine französische Gemeinde im Département Saône-et-Loire in der Region Bourgogne-Franche-Comté. Sie gehört zum Arrondissement Louhans und zum Kanton Pierre-de-Bresse. Der Ort hat 373 Einwohner (Stand 1. Januar 2022), sie werden Diconnois, resp. Diconnoises genannt.

## Geografie

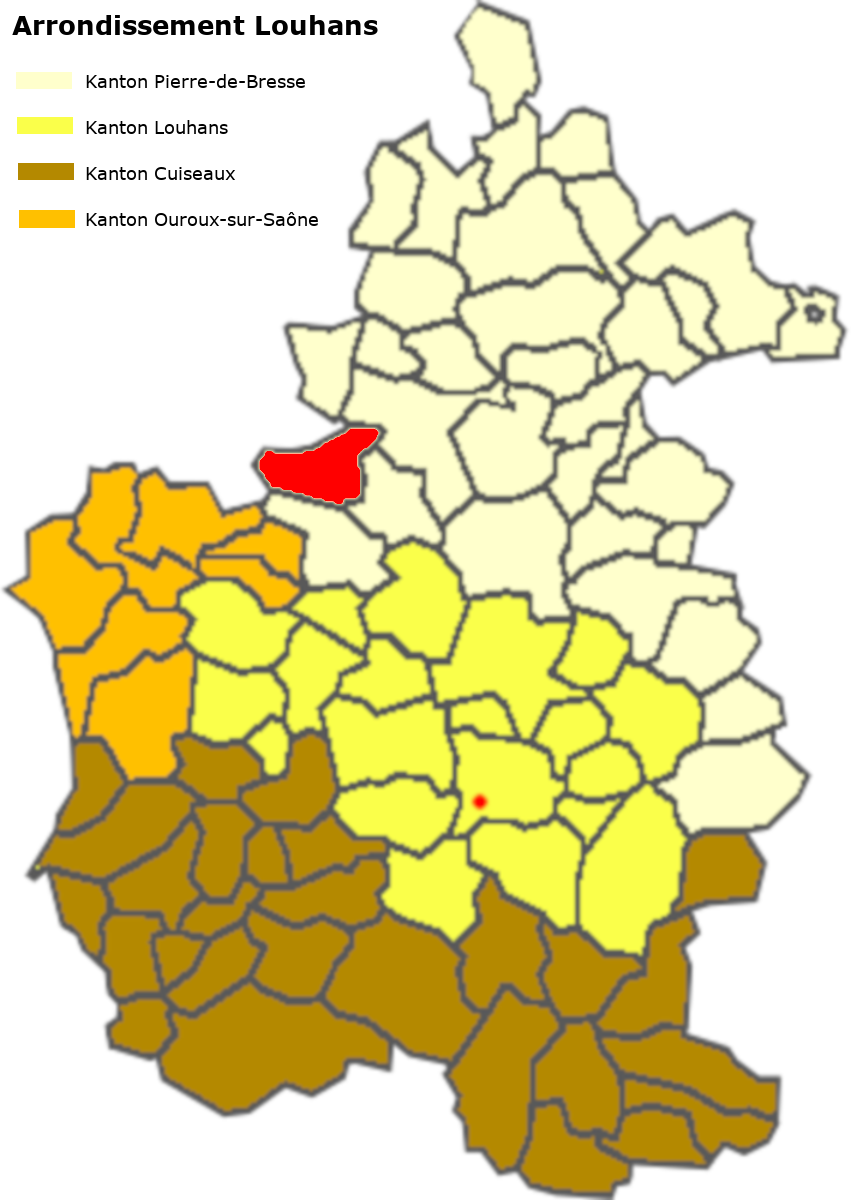
Lage der Gemeinde im Arrondissement Louhans

Die Gemeinde liegt in der Landschaft der Bresse, im Westen des nördlichen Drittels des Arrondissement Louhans und stößt mit seiner Nord- und Westgrenze an das Arrondissement Chalon-sur-Saône. Im zentralen Gemeindegebiet entspringt die Florence, sie nimmt etliche Biefs auf, die Étangs entwässern, bis sie die Gemeinde nach Osten verlässt und nach kurzem Lauf durch Devrouze die nordöstliche Gemeindegrenze bildet. Im Westen der Gemeinde bildet La Cosne d’Épinossous ein Stück der nordwestlichen Gemeindegrenze. Offiziell werden heute noch sechs Étangs auf dem Gemeindegebiet aufgeführt, Flurnamen weisen jedoch darauf hin, dass ehemals weitere Étangs bestanden, die heute zugeschüttet oder verlandet sind. Die Gemeinde liegt an keiner wichtigen Straße, die Siedlungen werden lediglich durch Nebenstraßen erschlossen. Große Teile des Gemeindegebietes sind bewaldet. Im Norden liegt der Bois de Malgrand, im Westen der Forêt de la Marche und im Süden der Bois de l’Épinglier. Der Ort ist stark zersiedelt, zur Gemeinde gehörten folgende Weiler und Fluren: Barberet, Bondenant, Bouterant, la Croix, Étang-Girard, les Feuilles, la Florence, la Forêt, les Gautheys, les Jacquards, les Lorys, Montarbaut, la Motte, Moulin-à-Vent, les Peltrats, la Petite-Villeneuve, les Recordeaux, la Reppe, Reversey, les Rues-Bourdillons, Saint-Sulpice, les Seroux, les Tailleferts, la Villeneuve, le Vouilleau.

### Klima
Das Klima in Diconne ist warm und gemäßigt. Es gibt das ganze Jahr über deutliche Niederschläge, selbst der trockenste Monat weist noch hohe Niederschlagsmengen auf. Die Klassifikation des Klimas nach Köppen und Geiger ist Cfb ((Gemäßigtes) Ozeanklima). Die Temperatur liegt im Jahresdurchschnitt bei 12,0 °C. Der wärmste Monat ist der Juli mit einer Durchschnittstemperatur von 21,1 °C, der kälteste der Januar mit 3,3 °C. Über ein Jahr verteilt summieren sich die Niederschläge auf 1081 mm, dabei ist der November mit 117 mm der niederschlagsreichste, während Juli als trockenster Monat 72 mm aufweist. Über das ganze Jahr werden etwa 2764 Sonnenstunden gezählt.
|                        | Jan | Feb | Mär  | Apr  | Mai  | Jun  | Jul  | Aug  | Sep  | Okt  | Nov  | Dez |   |      |
| Mittl. Temperatur (°C) | 3,3 | 3,9 | 7,5  | 11,2 | 15,1 | 19,2 | 21,1 | 20,8 | 17,0 | 12,9 | 7,4  | 4,1 | ⌀ | 12   |
| Mittl. Tagesmax. (°C)  | 6,2 | 7,6 | 12,0 | 15,8 | 19,5 | 23,9 | 25,9 | 25,6 | 21,5 | 16,9 | 10,5 | 6,8 | ⌀ | 16,1 |
| Mittl. Tagesmin. (°C)  | 0,6 | 0,6 | 3,2  | 6,4  | 10,3 | 14,2 | 16,2 | 15,9 | 12,7 | 9,2  | 4,4  | 1,5 | ⌀ | 8    |
|                        |     |     |      |      |      |      |      |      |      |      |      |     |   |      |
| Niederschlag (mm)      | 98  | 83  | 80   | 90   | 93   | 77   | 72   | 73   | 87   | 104  | 117  | 107 | Σ | 1081 |

| 0,6 |

| 0,6 |

| 3,2 |

| 6,4 |

| 10,3 |

| 14,2 |

| 16,2 |

| 15,9 |

| 12,7 |

| 9,2 |

| 4,4 |

| 1,5 |

| 0,6 |

| 0,6 |

| 3,2 |

| 6,4 |

| 10,3 |

| 14,2 |

| 16,2 |

| 15,9 |

| 12,7 |

| 9,2 |

| 4,4 |

| 1,5 |

## Toponymie
Der Ort wird erstmals im 13. Jahrhundert genannt als Curatus de Dygona, während bereits 1362 die Ecclesia de Diycona erwähnt wird. Eine Theorie über die Entstehung des Namens lautet wie folgt: im bressanischen Dialekt werden die Étangs cônes genannt. Da sich im Einzugsgebiet der Florence und rund um die Siedlung deren zehn (französisch dix) befanden, könnte aus dix cônes der Ortsname Diconne entstanden sein.
Eine bedeutend ältere Namensnennung im Gemeindegebiet betrifft den Weiler Reversey, der bereits 1190 im Zusammenhang mit einem Hugo de Reversure auftaucht.

## Geschichte
Die Herrschaft Diconne gehörte zur Baronie Mervans, zusammen mit Devrouze und war im Besitz von verschiedenen Familien. Zu Beginn des 16. Jahrhunderts gehörte sie Léonarde de Beaumont, die 1530 Jean Bataille heiratete. Später gelangte sie an Hugues de Mâlain, dann an Jeanne de Mâlain, die sie 1579 ihrem Neffen Jérôme de Biollet vermachte. In der Folge übernahmen die Fyot 1660 die Herrschaft. Nach weiteren Besitzerwechseln innerhalb der Familie wurde Claude Fyot, Graf von Bosjean, Eigentümer. Er war der erste Präsident des Parlement von Burgund, zu seinen Gunsten wurde 1736 sein Besitz in ein Marquisat erhoben. Das Schloss bestand nahe der Kirche im Weiler Motte, von dem 1743 nur noch Ruinen vorhanden waren. 1804 wurde die Herrschaft aufgeteilt in Diconne und Devrouze. 1849 entdeckte ein Landwirt auf einem Feld einen Topf mit rund 500 römischen Münzen aus dem 3. Jahrhundert, eine große Zahl davon aus der Zeit Gordians und Philipps des Arabers. Die Kirche (dem Heiligen Petrus geweiht) wurde 1851/1852 im Stil des 12. Jahrhunderts neu erbaut. Die Mairie war ursprünglich die Knabenschule, datiert aus 1864 und 1906 erweitert. 1898 wurde die Mädchenschule erbaut, die heute als Schulhaus dient. In der Gemeinde bestanden zudem eine Wind- und eine Wassermühle. 1988 wurden noch 34 Landwirtschaftsbetriebe gezählt.

### Heraldik
Die Gemeinde Diconne benutzt ein Wappen, das 2015 durch Jean-François Binon kreiert wurde und die Besonderheiten der Gemeinde wiedergeben soll. Der Schild weist einen Wellenschnitt auf, in Feld 1 finden sich auf blauem Grund zwei Rohrkolben mit einer fliegenden Ente im Haupt. Dies mag die große Zahl von Étangs symbolisieren, dank der Rohrkolben auch auf deren Verlandung hinweisen. Feld 2 weist auf die Bewaldung hin, nicht zuletzt auf die Eichenwälder, während der Schildfuß ein bressanisches Bauernhaus zeigt, wie sie typisch sind für die Gemeinde.

## Bevölkerung
| Diconne: Einwohnerzahlen von 1793 bis 2020 | Diconne: Einwohnerzahlen von 1793 bis 2020 | Diconne: Einwohnerzahlen von 1793 bis 2020 | Diconne: Einwohnerzahlen von 1793 bis 2020 | Diconne: Einwohnerzahlen von 1793 bis 2020 |
| --- | ------------------------------------------ | ------------------------------------------ | ------------------------------------------ | ------------------------------------------ |
| Jahr |                                            |                                            |                                            | Einwohner                                  |
| 1793 | 1793                                       |                                            | 711                                        | 711                                        |
| 1800 | 1800                                       |                                            | 753                                        | 753                                        |
| 1806 | 1806                                       |                                            | 709                                        | 709                                        |
| 1821 | 1821                                       |                                            | 666                                        | 666                                        |
| 1831 | 1831                                       |                                            | 816                                        | 816                                        |
| 1836 | 1836                                       |                                            | 770                                        | 770                                        |
| 1841 | 1841                                       |                                            | 803                                        | 803                                        |
| 1846 | 1846                                       |                                            | 803                                        | 803                                        |
| 1851 | 1851                                       |                                            | 770                                        | 770                                        |
| 1856 | 1856                                       |                                            | 720                                        | 720                                        |
| 1861 | 1861                                       |                                            | 720                                        | 720                                        |
| 1866 | 1866                                       |                                            | 752                                        | 752                                        |
| 1872 | 1872                                       |                                            | 723                                        | 723                                        |
| 1876 | 1876                                       |                                            | 701                                        | 701                                        |
| 1881 | 1881                                       |                                            | 726                                        | 726                                        |
| 1886 | 1886                                       |                                            | 698                                        | 698                                        |
| 1891 | 1891                                       |                                            | 740                                        | 740                                        |
| 1896 | 1896                                       |                                            | 725                                        | 725                                        |
| 1901 | 1901                                       |                                            | 716                                        | 716                                        |
| 1906 | 1906                                       |                                            | 669                                        | 669                                        |
| 1911 | 1911                                       |                                            | 628                                        | 628                                        |
| 1921 | 1921                                       |                                            | 589                                        | 589                                        |
| 1926 | 1926                                       |                                            | 602                                        | 602                                        |
| 1931 | 1931                                       |                                            | 578                                        | 578                                        |
| 1936 | 1936                                       |                                            | 538                                        | 538                                        |
| 1946 | 1946                                       |                                            | 529                                        | 529                                        |
| 1954 | 1954                                       |                                            | 482                                        | 482                                        |
| 1962 | 1962                                       |                                            | 435                                        | 435                                        |
| 1968 | 1968                                       |                                            | 389                                        | 389                                        |
| 1975 | 1975                                       |                                            | 372                                        | 372                                        |
| 1982 | 1982                                       |                                            | 302                                        | 302                                        |
| 1990 | 1990                                       |                                            | 292                                        | 292                                        |
| 1999 | 1999                                       |                                            | 215                                        | 215                                        |
| 2006 | 2006                                       |                                            | 275                                        | 275                                        |
| 2009 | 2009                                       |                                            | 317                                        | 317                                        |
| 2014 | 2014                                       |                                            | 361                                        | 361                                        |
| 2020 | 2020                                       |                                            | 354                                        | 354                                        |
| Quelle(n): EHESS/Cassini bis 2006, ab 2009 INSEE Anmerkung(en): • Ab 1962 offizielle Zahlen ohne Einwohner mit Zweitwohnsitz • Höchste Einwohnerzahl 1836 mit 816, tiefste Einwohnerzahl 1999 mit 215 (26,3 % vom Maximum) |                                            |                                            |                                            |                                            |

| Bevölkerungsstruktur | Anzahl Einwohner | männlich | weiblich | davon Ausländer | Anteil % |
| -------------------- | ---------------- | -------- | -------- | --------------- | -------- |
|                      | 363              | 182      | 181      | 32              | 9,0      |

| Männer | Alterstufe | Frauen |
| ------ | ---------- | ------ |
| 3      | 90 + älter | 2      |
| 17     | 75–89      | 12     |
| 38     | 60–74      | 38     |
| 30     | 45–59      | 28     |
| 30     | 30–44      | 38     |
| 26     | 15–29      | 31     |
| 36     | 0–14       | 31     |

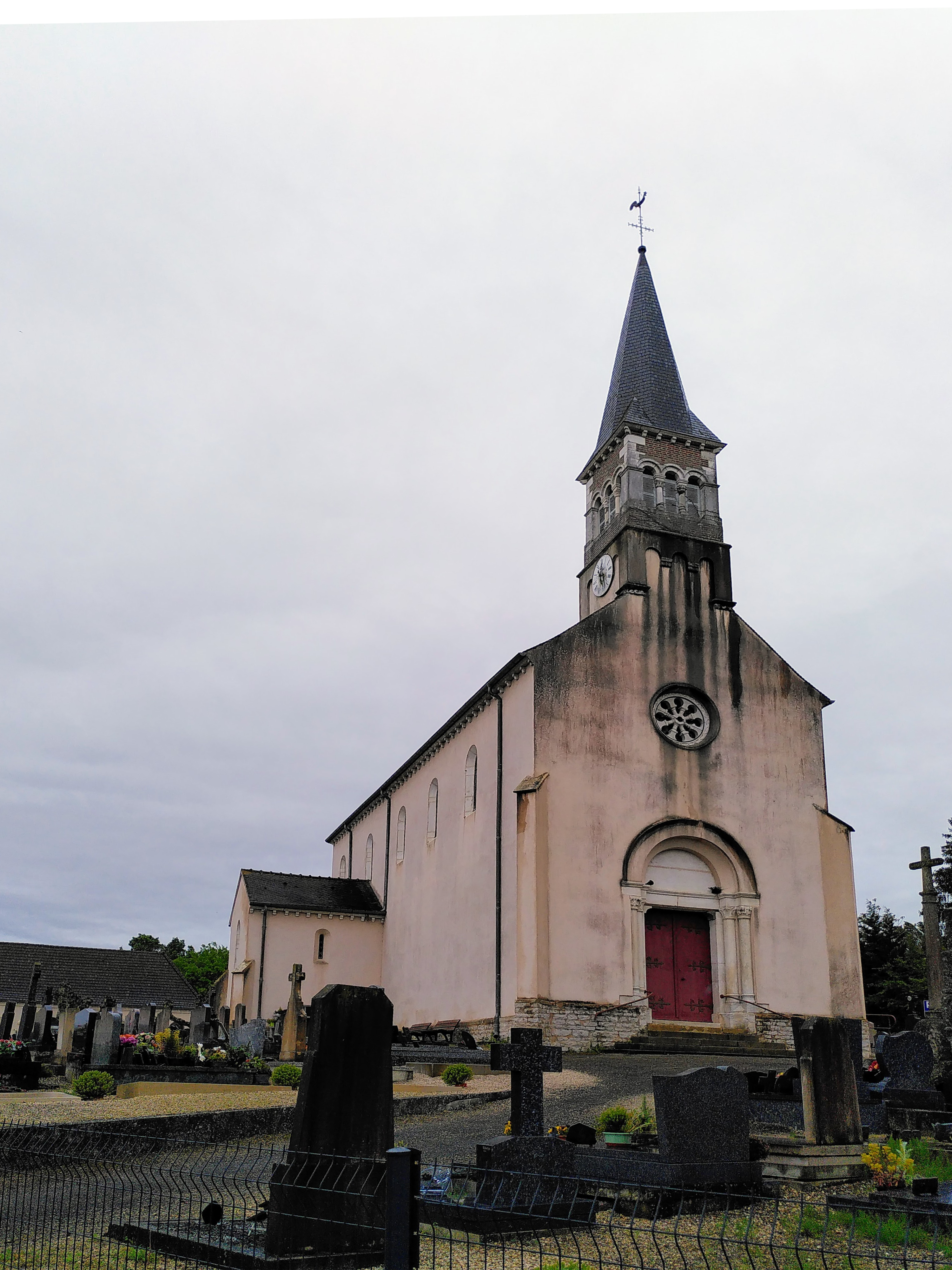
Kirche Saint-Pierre in Diconne

Die Bevölkerungsstruktur zwischen Männern und Frauen ist ausgeglichen. Dabei sind 53 % der Bevölkerung jünger als 45 Jahre. Die Gruppe der unter 15-Jährigen macht 18,5 % der Bevölkerung aus. Demgegenüber sind 30 % der Einwohner älter als 60 Jahre und damit im Rentenalter.
| Wohnstruktur               | Anzahl Wohneinheiten | davon Häuser | Wohnungen | sonstige |
| -------------------------- | -------------------- | ------------ | --------- | -------- |
|                            | 202                  | 200          | 1         | 1        |
| davon Hauptwohnsitz        | 156                  |              |           |          |
| Zweit- oder Ferienwohnsitz | 32                   |              |           |          |
| vakant                     | 13                   |              |           |          |

## Wirtschaft und Infrastruktur

### Unternehmen, Betriebe, Ladengeschäfte und Einrichtungen
In der Gemeinde befinden sich nebst Mairie und Kirche folgende Unternehmen nach Branchen:
| Branche                                                           | Anzahl Betriebe |
| ----------------------------------------------------------------- | --------------- |
| Industrie und verarbeitendes Gewerbe                              | 1               |
| Baugewerbe                                                        | 3               |
| Groß- und Einzelhandel, Verkehr, Beherbergung und Gastronomie     | 7               |
| Information und Kommunikation                                     |                 |
| Finanz- und Versicherungsdienstleistungen                         |                 |
| Grundstücks- und Wohnungswesen                                    | 1               |
| Freiberufliche, wissenschaftliche und technische Dienstleistungen | 3               |
| Öffentliche Verwaltung, Unterricht, Gesundheits- und Sozialwesen  |                 |
| Sonstige Dienstleistungen                                         | 4               |
| Land- und Forstwirtschaftsbetriebe                                | 5               |

In der Gemeinde befinden sich eine Metzgerei, ein Restaurant, ein Coiffeursalon, eine Autogarage, ferner je ein Bauhandwerksbetrieb, Elektriker und Maler/Gipser. Für die Güter des täglichen Bedarfs versorgen sich die Einwohner in Mervans oder Saint-Germain-du-Bois.

### Geschützte Produkte in der Gemeinde
Als AOC-Produkte sind in Diconne Crème et beurre de Bresse, Volaille de Bresse und Dinde de Bresse zugelassen.

### Bildungseinrichtungen
In der Gemeinde besteht eine École primaire (École maternelle und École élémentaire), die der Académie de Dijon untersteht und von 19 Kindern besucht wird. Für die Schule gilt der Ferienplan der Zone A.

## Einzelbelege
1. ↑  Diconne. auf habitants.fr. Abgerufen am 25. Mai 2015 (französisch).
2. ↑  La Florence, Länge 11,3 km, Zufluss zur Guyotte, Quelle bei 46° 46′ 23,5″ N, 5° 6′ 6,1″ O in Diconne auf ca. 209 m, Mündung bei 46° 49′ 49,8″ N, 5° 10′ 21,7″ O in La Racineuse auf ca. 182 m, La Florence auf sandre.eaufrance.fr
3. ↑  La Cosne d’Épinossous, Länge 21,7 km, Zufluss zu Saône, Quelle bei 46° 46′ 9,8″ N, 5° 4′ 14,5″ O in Saint-Martin-en-Bresse auf ca. 231 m, Mündung bei 46° 51′ 23,8″ N, 4° 57′ 48,2″ O in Verjux auf ca. 174 m, La Cosne d’Épinossous auf sandre.eaufrance.fr
4. ↑  Dictionnaire Topographique de Saône-et-Loire. Comité des Travaux Historiques et Scientifiques, abgerufen am 1. Mai 2024 (französisch).
5. ↑  Diconne, l'Église Saint Pierre. (PDF) In: pastourisme71.com. Pastorale Tourisme & Loisirs, abgerufen am 21. Juli 2024 (französisch).
6. ↑  Jean-François Binon crée gratuitement des blasons pour les mairies. In: L'Union, Mathilde Escamilla. 9. Januar 2019, abgerufen am 10. Dezember 2023 (französisch).
7. ↑  L'Armorial des Villes et des Villages de France. Diconne. Abgerufen am 12. Dezember 2023 (französisch, Originalblasonierung: Coupé ondé: au 1er parti au I d'azur à deux roseaux tigés et feuillés d'or accompagnés en chef d'un canard volant d'argent et au II d'or au chêne au naturel, au 2e de sinople à la ferme bressane d'or).
8. ↑  Einwohnerstatistik auf cassini.ehess.fr. cassini.ehess.fr, abgerufen am 26. März 2024 (französisch).
9. ↑  Dossier complet, Commune de Diconne (71175). Insee.fr, abgerufen am 26. März 2024 (französisch).
10. ↑  Dossier complet, Commune de Diconne (71175). Stand 31. Dezember 2020. Insee.fr, abgerufen am 26. Juni 2024 (französisch).
11. ↑  Dossier complet, Commune de Diconne (71175). Stand 31. Dezember 2020. Insee.fr, abgerufen am 26. Juni 2024 (französisch).
12. ↑  Nombre d’exploitations agricoles 2020. In: www.observatoire-des-territoires.gouv.fr. Abgerufen am 25. Juni 2024 (französisch).
13. ↑  DEVROUZE - Le cadre de vie des Territoires. In: eterritoires.fr. Abgerufen am 25. Juni 2024 (französisch).
14. ↑  Crème de Bresse. auf INAO L’Institut national de l’origine det de la qualité. Abgerufen am 3. Juli 2015 (französisch).
15. ↑  Beurre de Bresse. auf INAO L’Institut national de l’origine det de la qualité. Abgerufen am 3. Juli 2015 (französisch).
16. ↑  Poulet de Bresse. auf INAO, L'Institut national de l'origine et de la qualité. Abgerufen am 26. Juni 2015 (französisch).
17. ↑  Dinde de Bresse. auf INAO, L'Institut national de l'origine et de la qualité. Abgerufen am 26. Juni 2015 (französisch).
18. ↑  Annuaire de l'éducation. In: education.gouv.fr. Ministère de l'éducation nationale et de la Jeunesse, abgerufen am 12. Juli 2024 (französisch).
19. ↑  Homepage der Académie de Dijon. Abgerufen am 10. Januar 2016 (französisch).
20. ↑  Ferien- und Feiertagsplan der Zone A. Abgerufen am 10. Januar 2016 (französisch).